# آیاکو فوجیتانی
آیاکو فوجیتانی (انگلیسی: Ayako Fujitani؛ زادهٔ ۷ دسامبر ۱۹۷۹) هنرپیشه اهل ژاپن است. از فیلم‌هایی که وی در آن نقش داشته است، می‌توان به توکیو! اشاره کرد.